# Friedrich Wilhelm Ludwig von Arnim-Suckow
Friedrich Wilhelm Ludwig von Arnim-Suckow (* 10. April 1780; † 5. September 1813 bei Wesloe) war ein preußischer Offizier und Anführer der Hanseatischen Legion, der im Kampf gegen Napoleon 1813 gefallen ist.

## Leben und familiäres Umfeld
Friedrich Wilhelm Ludwig von Arnim entstammte dem Haus Suckow, des aus der Uckermark stammenden und in Brandenburg weit verbreiteten Adelsfamilie von Arnim. Seine Eltern waren Georg Leopold Vivigens von Arnim (* 10. Dezember 1747; † 20. Oktober 1828) und dessen Ehefrau die Gräfin Luise Frederike Charlotte von Solms-Sonnenwalde (* 5. Dezember 1759; † 28. Mai 1811).

## Militärische Karriere

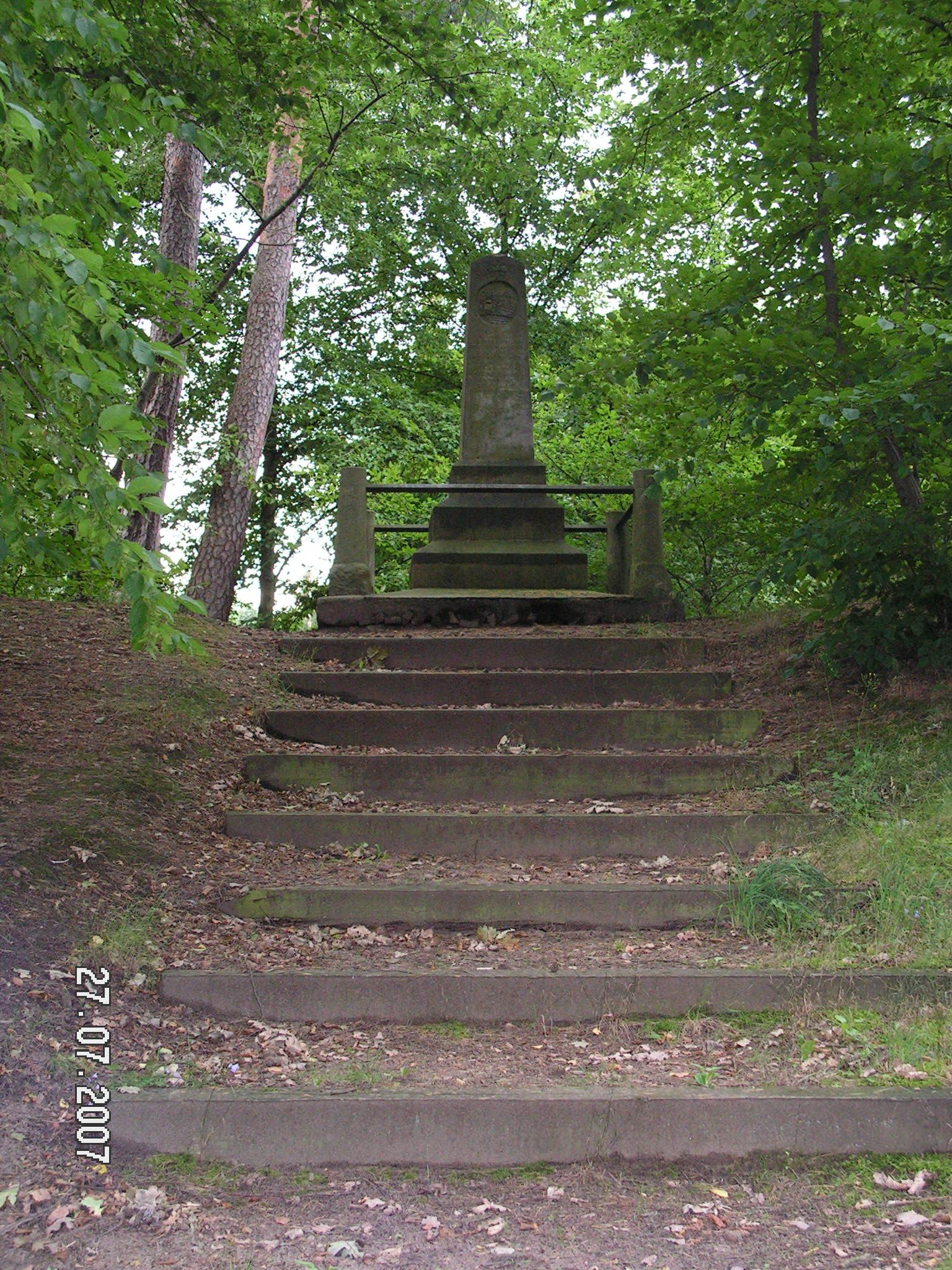
Denkmal für Friedrich Wilhelm Ludwig von Arnim in Lübeck-St. Gertrud

Friedrich Wilhelm Ludwig von Arnim-Suckow wählte, wie es damals im Adel üblich war, den Soldatenberuf. Er wurde Kavallerie-Offizier in der preußischen Armee. Bei Ausbruch des Krieges gegen Napoleon 1806 war er Leutnant im Regiment Prittwitz-Husaren. Wie sein Vorgesetzter Kall in einem Bericht vom 15. Mai 1808 an König Friedrich Wilhelm III. anlässlich der Überprüfung des Verhaltens aller preußischen Offiziere im verlorenen Krieg gegen Frankreich meldete, hatte sich Arnim besonders tapfer geschlagen. Wörtlich heißt es in diesem Bericht: ,... Lieutenant von Arnim stürzte sich bei Biezun am 23. 12. 1806 sehr brav in den Feind, wurde ins Aug, welches er auch verlor, blessiert, stürzte vom Pferd, wurde aber gerettet....'.
Bald danach hatte Generalleutnant Anton Wilhelm von L’Estocq für ihn, inzwischen zum Stabsrittmeister befördert, und andere dem König vorgeschlagen, Arnim mit dem Orden Pour le Mérite auszuzeichnen. Mit Allerhöchster Kabinettsorder vom 2. Juli 1807 verlieh der König Arnim diesen Orden. Darin heißt es ,... Mit Euren Bericht vom 29. v. M. sind Mir die Listen Eures Korps zugekommen.... Auch bewillige Ich.... dem Stabsrittmeister von Arnim .... wegen ihres rühmlichen Benehmens den VO....'.
Friedrich Wilhelm von Arnim-Suckow diente weiter in der preußischen Armee. Bei Ausbruch der Befreiungskriege 1813 war er Major. Er trat als Führer der Reiterei in die Hanseatische Legion ein, die vergeblich versuchte, Hamburg gegen die französischen Truppen unter Marschall Louis-Nicolas Davout zu verteidigen. Nach der Räumung Hamburgs zog sich die Legion nach Mecklenburg zurück, kämpfte aber weiter gegen die französischen Truppen. Beim Versuch, Lübeck zu befreien ist Arnim in einem Gefecht bei St. Gertrud gefallen. Er wurde durch Errichtung einer Stele mit einer ihn würdigenden Inschrift geehrt. Außer dem Orden Pour le Mérite gehörte er auch dem Johanniterorden an. Seine Leiche wurde in der Schönberger Laurentiuskirche beigesetzt.
Nach ihm ist die Arnimstraße in Lübeck benannt.

## Familie
Er heiratete im Januar 1813 in Spandau Wilhelmine Librecht. Das Paar hatte einen Sohn Maximilian Otto Friedrich (* 22. November 1813), der am 25. März 1855 als Student in Bonn starb.